# إيران أباد
إيران‌ أباد هي قرية في مقاطعة بارس أباد، إيران. عدد سكان هذه القرية هو 2,227 في سنة 2006.